# Mundão
Mundão – parafia (freguesia) w gminie Viseu, w Portugalii. Według danych na rok 2021 parafię zamieszkiwały 2412 osoby, a gęstość zaludnienia wyniosła 167 os./km².

## Klimat
Średnia temperatura wynosi 12 °C. Najcieplejszym miesiącem jest sierpień (22 °C), a najzimniejszym luty (6 °C). Średnia suma opadów wynosi 1236 milimetrów rocznie. Najbardziej wilgotnym miesiącem jest styczeń (179 milimetrów opadów), a najbardziej suchym jest sierpień (6 milimetrów opadów).